# Adelaide Damoah
Adelaide Damoah est une artiste peintre et performeuse britannique d'origine ghanéenne faisant partie du courant artistique de l'art corporel et dont les thèmes d'intérêt particulier incluent le féminisme, le colonialisme, la religion et la spiritualité. Elle devient fellow de la Royal Society of Arts (RSA),.

## Formation
Damoah a étudié la biologie appliquée à l'Université de Kingston dans le sud-ouest de Londres, en Angleterre, et a obtenu son diplôme avec mention en 1999.

## Carrière
Damoah a travaillé dans l'industrie pharmaceutique en tant que délégué médical pendant six ans. Pendant ce temps, Damoah a reçu un diagnostic d'endométriose. En raison de cette condition, elle a quitté l'industrie et s'est ensuite adonnée à la peinture à l'huile puis à l'art corporel avec des expositions dans le monde entier,.